# Amnehärads distrikt
Amnehärads distrikt är ett distrikt i Gullspångs kommun och Västra Götalands län. 
Distriktet ligger sydväst om Gullspång. 

## Tidigare administrativ tillhörighet
Distriktet inrättades 2016 och utgörs av socknen Amnehärad i Gullspångs kommun
Området motsvarar den omfattning Amnehärads församling hade vid årsskiftet 1999/2000.